# Parthenope parasitica
Parthenope parasitica är en svampart som beskrevs av Josef Velenovský 1934. Parthenope parasitica ingår i släktet Parthenope, ordningen disksvampar, klassen Leotiomycetes, divisionen sporsäcksvampar och riket svampar.   Inga underarter finns listade i Catalogue of Life.